# Werner Teske
Werner Teske, nemški častnik in politik, * 24. april 1942, † 26. junij 1981.
Teske je bil zadnji usmrčeni obsojenec v Vzhodni Nemčiji.

## Življenje
Po doktoratu iz ekonomije na Humboldtovi univerzi v Berlinu je bil zaposlen na Ministrstvu za državno varnost Nemške demokratične republike in sicer v Hauptverwaltung Aufklärung, zunanje-obveščevalnem oddelku.
Na sredini 70. let je začel dvomiti o režimu in pričel razmišljati o prebegu v Zahodno Nemčijo; istočasno pa je pričel zbirati nekatere dokumente, ki bi jih vzel s seboj. Zaradi nepravilnosti so ga pričeli nadzirati in so ga končno aretirali. Obsojen je bil na smrt pred 1. vojaško-kriminalnim oddelkom Vrhovnega sodišča DDR, kljub temu da prebeg ni bil izvršen in da ni predal nobene skrivnosti.
26. junija 1981 je bil usmrčen s strelom v glavom; rabelj je bil Hermann Lorenz. 
Leta 1993 je bil njegova sodba razveljavljena in dva vpletena pravnika sta bila leta 1998 obsojena zaradi zlorabe pravice.